# Coelalysia lusoriae
Coelalysia lusoriae är en stekelart som först beskrevs av John Colburn Bridwell 1919.  Coelalysia lusoriae ingår i släktet Coelalysia och familjen bracksteklar. Inga underarter finns listade i Catalogue of Life.